# Anthony Annan
Anthony Annan (ur. 21 lipca 1986 w Akrze) – piłkarz ghański grający na pozycji defensywnego pomocnika w Beitarze Jerozolima.

## Kariera klubowa
Annan jest wychowankiem klubu Sekondi Eleven Wise FC. W 2003 roku w wieku 17 lat zadebiutował w jego barwach w ekstraklasie Ghany. W 2004 roku został zawodnikiem Sekondi Hasaacas FC. Po zakończeniu sezonu 2004 przeszedł do jednego z czołowych klubów w kraju, Hearts of Oak. W 2005 roku z tym stołecznym zespołem wywalczył mistrzostwo kraju, a także zdobył Puchar Konfederacji CAF, dzięki pokonaniu po serii rzutów karnych innego ghańskiego klubu, Asante Kotoko. Natomiast w sezonie 2006/2007 drugi raz udało mu się zostać mistrzem Ghany.
W marcu 2007 roku Ghańczyk wyjechał do Europy. Jego nowym klubem został norweski Start i od samego początku stał się jego podstawowym zawodnikiem. Na koniec roku 2007 zajął z nim jednak przedostatnią 13. pozycję w pierwszej lidze i spadł do drugiej ligi.
W 2008 roku Annan został wypożyczony do Stabæk Fotball, w którym grał pół roku, a zespół ten na koniec sezonu został mistrzem Norwegii. Jednak jeszcze w połowie roku odszedł do Rosenborga. W 2009 roku zdobył z nim mistrzostwo Norwegii. W 2011 roku przeszedł do Schalke 04. W sierpniu 2011 został na rok wypożyczony do klubu Eredivisie – SBV Vitesse.

## Kariera reprezentacyjna
W swojej karierze Annan ma za sobą występy zarówno w olimpijskiej, jak i młodzieżowej reprezentacji Ghany. 27 marca zadebiutował w pierwszej reprezentacji w przegranym 0:1 w Szwecji towarzyskim meczu z Brazylią. W 2008 roku został powołany przez Claude’a Le Roy do kadry na Puchar Narodów Afryki 2008.